# صفاء عبد المنعم
صفاء عبد المنعم (27 ديسمبر 1960 -) هي كاتبة وشاعرة مصرية.

## حياتها
ولدت صفاء عبد المنعم محمود زايد في 27 من ديسمبر عام 1960 بالقاهرة، تخرجت في مدرسة الحلمية الثانوية عام 1978، ونالت درجة الليسانس في كلية لتربية جامعة عين شمس وحصلت على شهادة الدبلوم المهنية لضمان جودة المدرسة من الجامعة ذاتها وعلى دبلوم نقد فني عام ٢٠٠٨ وقسم التذوق من أكاديمية الفنون بالهرم عام ٢٠٠٧. عملت مديرة مدرسة لأكثر من 10 سنوات وهي تحمل الاعتماد من البورد البريطاني.
بدأت مسيرة صفاء عبد المنعم الأدبية بحصولها على المركز الثاني في مسابقة القصة القصيرة على مستوى مراكز الشباب عام 1983 مجدي الجابري لمناقشة الأعمال الأدبية الجديدة وأعمال الأصدقاء وقراءة الشعر والأدب والنقد وغيره من أنواع الثقافة بشكل عام.
تحمل عبد المنعم عدد من العضويات في مختلف المؤسسات والنقابات الثقافية والأدبية والتربوية فهي عضو في اتحاد كتاب مصر وعضو في أتيلية القاهرة كما أنها محاضر مركزي بالهيئة العامة لقصور الثقافة وعضو الجمعية المصرية للمأثورات الشعبية وعضو نادى القلم الدولى. انضمت صفاء عبد المنعم إلى عدد من الجماعات الأدبية من أولها أسرة الأدب في شبرا الخيمة عام 1982.
مواليد القاهرة 1960 تعمل مدير مدرسة بالقاهرة وتقيم في الجيزة من أهم أعمالها: من حلاوة الروح، في الليل لما خلى، التي رأت، بيت فنانة وستى تفاحة. كما لها أن لديها عدة دراسات منشورة في صحف ومجلات مختلفة. آخر ما صدر للكاتبة هي روايتي "في الليل ما خلى
و«بيت فنانة». وهي زوجة الشاعر المصري الراحل مجدي عبد الهادي الجابري

## الأعمال

### المجموعات القصصية
- حكايات الليل (مجموعة مشتركة) طبعة خاصة 1984
- تلك القاهرة تغريني بسيقانها العارية (ديوان قصص) 1991
- أشياء صغيرة وأليفة (قصص) أصوات أدبية 1996
- بنات في بنات (قصص) كتابات جديدة 2000
- بشكل أو بآخر (قصص) أصوات أدبية 2009
- سيدة المكان (قصص) دار الدار للنشر والتوزيع 2010
- أنثى الخيال (قصص) اتحاد الكتاب 2010
- الليالى (مجموعة قصصية) – صدرت في الكويت 2016
- الألعاب الخطرة (مجموعة قصصية) هيئة الكتاب عام 2016

### الروايات
- من حلاوة الروح (رواية بالعامية) رؤى للنشر – المحلة 2001
- ط 2 سنابل للنشر 2005
- ريح السموم (رواية) مكتبة الأسرة 2003
- التي رأت (رواية) ميريت للنشر 2008
- قال لها يا !نانا (رواية) نفرو للنشر 2008
- مثل ساحرة (رواية) دار التلاقي للنشر 2008
- في الليل لما خلي (رواية) نشر عام – هيئة الكتاب 2009
- بيت فنانة (رواية) دار سندباد للنشر عام 2009

### كتب الأطفال
- كتاب أغاني وألعاب شعبية للأطفال – دراسات شعبية – 2004
- سفينة الحلوى (قصص للأطفال)- كتاب قطر الندى 2006
- حكايات من حلايب (قصص للأطفال) كتاب قطر الندى 2012
- حكايات بسملة (قصص للأطفال) المركز القومى لثقافة الطفل عام 2016
- العمة توتة (قصص للأطفال) كتاب سنابل الهيئة العامة للكتاب 2017
- ضيعة القطط البيضاء (رواية للأطفال)كتاب قطر الندى 2018

### الموسوعات
- موسوعة أغاني الأطفال – هيئة قصور الثقافة 2008
- موسوعة وصف مصر الآن – هيئة قصور الثقافة – منطقة حلايب
- منطقة البواطي بالواحات البحرية عام 2008

### كتبت دراسات عن
- ديوان صندوق الشوار – الشاعر ناجى شعيب – ندوة الأتيلية – نشرت في مجلة الثقافة الجديدة 2003
- رواية لصوص متقاعدون – حمدي أبو جليل – نشرت في مجلة الثقافة الجديدة 2004
- شاي القمر – نعمات البحيري – نشرت في مجلة الثقافة الجديدة 2006
- أنا والآخر – رواية – 60 ش زين الدين – سعيد نوح – نشرت في مجلة الثقافة  الجديدة 2007
- خدوش الديك – دراسة عن مجموعة أسراء الديك نشرت على موقع بتانة

### نشر دراسات شعبية
- داية وماشطة الجزء 1,2,3, مجلة الفنون الشعبية 2009
- خطاب الهامش – بحث – مؤتمر الفيوم مارس 2006

### دراسات في كتب
- كتاب أفضية الذات – سيد الوكيل – دراسات نقدية 2006 – دراسات نقدية
- كتاب بلاغة السرد النسوي – د. محمد عبد المطلب2007 -دراسات نقدية
- كتاب الرواية العربية – فاروق عبد القادر – كتاب الهلال